# Candlemas Island
Candlemas Island är en ö i Sydgeorgien och Sydsandwichöarna (Storbritannien). Den ligger i den östra delen av Sydgeorgien och Sydsandwichöarna. Arean är 14,0 kvadratkilometer. 